# アカマタ・クロマタ
アカマタ・クロマタは、沖縄県八重山列島で旧暦5月-6月に行われる豊年祭に登場する来訪神である。

## 概要
西表島東部の古見を発祥とし、他に小浜島、新城島の上地島、石垣島宮良に伝わっている。小浜島、上地島には古見から直接伝播し、石垣島宮良には明和の大津波後に小浜島からの移住により伝えられたという。かつては、既に廃村になった西表島北部の他の地区や新城島の下地島でもみられた。
西表島古見ではアカマタ・クロマタ・シロマタの3柱、他の地区ではアカマタとクロマタの2柱が現れる。アカマタ・クロマタという名は、アカウムティ（赤面）・クルウムティ（黒面）に由来するとされる。
来訪行事を実施するのは地区住民のなかで資格を持つ者に限られている。その他の者にはその一部しか公開されず秘祭とされており、1968年（昭和43年）には、新城島・上地島で、波照間島から祭を見に来た部外者を島民が集団暴行する事件も起きている。写真・ビデオ撮影や口外も禁じられている。

## 各地のアカマタ・クロマタ

### 西表島古見のアカマタ・クロマタ・シロマタ
アカマタ・クロマタ・シロマタは、豊年祭の2日目（トゥピィ）に登場する。
3神は、日が暮れるとウムトゥと呼ばれる森の奥の神聖な場所から現れて浜に降り上陸する。まず、シロマタ、アカマタの2神が1対でシロマタのトゥニムトゥ（宗家）に現れ、次いでアカマタのトゥニムトゥに現れる。地区の参加者はトゥニムトゥで初めてシロマタ、アカマタを迎えて礼拝する。参加者以外の住民や観客は、トゥニムトゥに軟禁状態にされる。シロマタ、アカマタはトゥニムトゥを出るとピヌス御嶽へ行き、山中に消える。シロマタ、アカマタが去ると、クロマタが現れる。クロマタは帰る時に御嶽の前の衣装を残していくが、これは来年の豊作の印であるという。
シロマタ、アカマタとクロマタが路上で会うのは禁忌とされており、両者は時間を違えて現れる。また、シロマタ、アカマタは出現するところは見せるが、帰るところは見せない。クロマタは逆に出現は見せることなく、帰るところは見せるとされる。
3神が去ると、住民は家に戻り、シロマタ、アカマタの供をした旗持ち等はヨナラ御嶽とウケハラ御嶽を回り、その後、深夜12時までシロマタ、アカマタのトゥニムトゥを唄い回る。

### 小浜島のアカマタ・クロマタ
小浜島では豊年祭はポールと呼ばれ、アカマタ・クロマタが登場する。

### 上地島のアカマタ・クロマタ
上地島では豊年祭はンブプルと呼ばれ、アカマタ・クロマタは3日目の正日に登場する。
夕方、アカマタ・クロマタの親子4神（子神はフサマローと呼ばれる）が現れ、美御嶽で神迎えの儀式が行われる。その後、アカマタ・クロマタ4神は夜通し各家を回り、夜が明けると美御嶽で神送りの儀式が行われる。アカマタ・クロマタは、仮面を付けており、全身が蔓状の草で覆われて団子のように丸くなっている。

### 石垣島宮良のアカマタ・クロマタ
石垣島宮良では、アカマタ・クロマタのことをニーロー神と呼ぶ。「ニーロー」とは「底が分からないほど深い穴」の意味で、地の底にあるといわれるニライカナイのことを指すという。
アカマタとクロマタの2柱の神は全体が草に覆われ、ずんぐりとしており、だるまやフクロウのようにも見える。背丈は180センチメートルほど、アカマタ（赤面）とクロマタ（黒面）は縦長の鼻に丸い目と細かいギザギザの歯で構成され目と歯の両端に細長いヒゲもある。目と歯に光が当たると反射して神秘的に輝くのが印象的である。アカマタは男神でクロマタは女神とされる。